# Slater (Familienname)
Slater ist ein englischer Familienname.

## Herkunft und Bedeutung

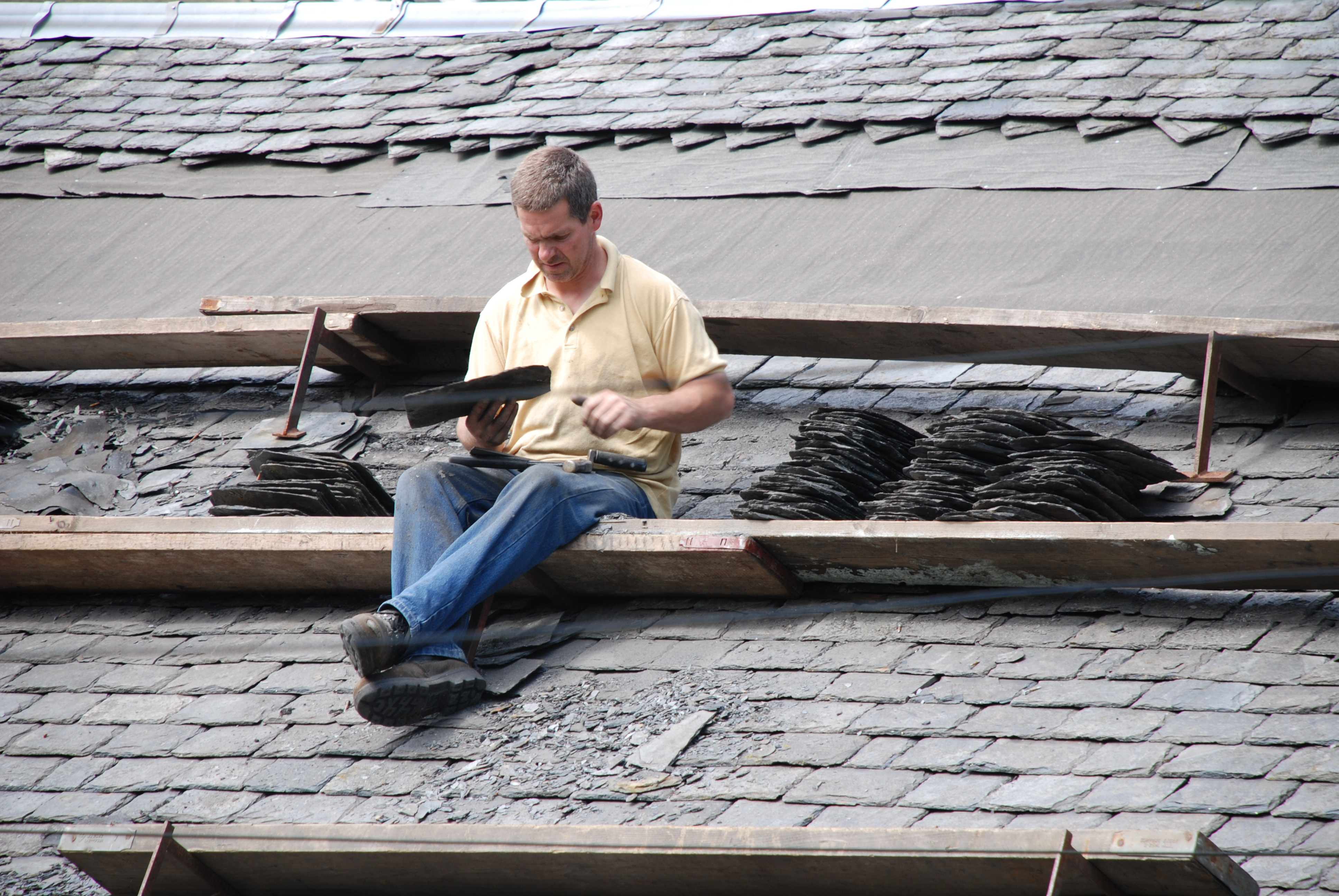
Ein „Slater“ bei der Arbeit

Slater ist abgeleitet vom altfranzösischen esclat (Scherbe) und bezeichnete ursprünglich jemanden, der beruflich Dächer mit Schiefer (slate) bedeckte.

## Namensträger
- Ashley Slater (* 1961), kanadischer Musiker
- B. J. Slater (* 1965), US-amerikanischer Pornodarsteller
- Barney Slater (1923–1978), US-amerikanischer Drehbuchautor
- Bert Slater (1936–2006), schottischer Fußballtorwart
- Bill Slater (1927–2018), englischer Fußballspieler
- Catherine Slater (* 1996), bekannt als Slayyyter, US-amerikanische Singer-Songwriterin
- Charles Slater (* 1956), US-amerikanischer Unternehmer und Automobilrennfahrer
- Christian Slater (* 1969), US-amerikanischer Schauspieler
- Colby Slater (1896–1965), US-amerikanischer Rugby-Union-Spieler
- Cyril Slater (1897–1969), kanadischer Eishockeyspieler
- Daphne Slater (Schauspielerin) (Daphne Helen Slater; 1928–2012), britische Schauspielerin
- Daphne Slater, Ehename von Daphne Arden (* 1941), britische Leichtathletin
- David Slater (Geograph) (1946–2016), britischer Geograph
- David J. Slater, britischer Fotograf
- Dick Slater (1951–2018), US-amerikanischer Wrestler
- Edward Bede Slater (1774–1832), britischer Geistlicher und Benediktiner
- Eliot Slater (1904–1983), britischer Psychiater
- Ethan Slater (* 1992), US-amerikanischer Musicaldarsteller und Schauspieler
- Glenn Slater (* 1968), amerikanischer Liedtexter
- Hannah Slater (1774–1812), US-amerikanische Erfinderin
- Harriet Slater (Politikerin) (1903–1976), britische Politikerin
- Harriet Slater (Schauspielerin) (* 1994), britische Schauspielerin
- Heath Slater (* 1983), US-amerikanischer Wrestler
- Helen Slater (* 1963), US-amerikanische Schauspielerin und Singer-Songwriterin
- Henry Horrocks Slater (1851–1934), englischer Priester und Naturforscher
- J. D. Slater (* 1955), US-amerikanischer Filmregisseur, Komponist und Pornodarsteller
- James Slater (Unternehmer) (um 1809–1874), britischer Erfinder und Unternehmer
- James Alexander Slater (1920–2008), US-amerikanischer Entomologe
- James H. Slater (1826–1899), US-amerikanischer Politiker
- Jack Slater (Politiker) (1927–1997), australischer Politiker (South Australia)
- Jackie Slater (* 1954), US-amerikanischer American-Football-Spieler und -Trainer
- Jeremy Slater, US-amerikanischer Drehbuchautor und Produzent
- Jim Slater (Unternehmer) (James Derrick Slater; 1929–2015), britischer Unternehmer und Autor
- Jim Slater (Eishockeyspieler) (* 1982), US-amerikanischer Eishockeyspieler
- Jock Slater (* 1938), britischer Admiral
- John Slater (Unternehmer) (1776–1843), US-amerikanischer Unternehmer
- John Slater (Schauspieler) (1916–1975), britischer Schauspieler
- John Slater (Eiskunstläufer) († 1989), britischer Eiskunstläufer
- John C. Slater (1900–1976), US-amerikanischer Physiker und Chemiker
- Joseph Slater, Baron Slater (1904–1977), britischer Politiker
- Julian Slater (* 1971), britischer Tontechniker
- Kelly Slater (* 1972), US-amerikanischer Wellenreiter
- Ken Slater (1917–2008), britischer Buchhändler
- Lauren Slater (* 1963), US-amerikanische Psychologin und Autorin
- Lorna Slater (* 1975), schottische Politikerin
- Lucy Joan Slater (1922–2008), britische Mathematikerin und Informatikerin
- Luke Slater (* 1968), britischer Musiker
- Matthew Slater (* 1985), US-amerikanischer American-Football-Spieler
- Michael Slater (Literaturwissenschaftler) (* 1936), britischer Literaturwissenschaftler
- Michael Slater (General) (* 1958), australischer General
- Michael Slater (Kameramann), südafrikanischer Kameramann
- Michael Slater (Cricketspieler) (* 1970), australischer Cricketspieler und Fernsehmoderator
- Michael R. Slater (* 1976), US-amerikanischer Religionswissenschaftler
- Nicola Slater (* 1984), britische Tennisspielerin
- Nigel Slater (* 1958), britischer Journalist, Koch und Autor
- Noel Bryan Slater (1912–1973), britischer Mathematiker und Physiker
- Norman Slater (1894–1979), US-amerikanischer Rugby-Union-Spieler
- Penny Slater (* 1996), australische Triathletin
- Philip Slater († 2013), US-amerikanischer Autor und Dramaturg
- Rashawn Slater (* 1999), US-amerikanischer American-Football-Spieler
- Reggie Slater (* 1970), US-amerikanischer Basketballspieler
- Robert Slater (* 1964), australischer Fußballspieler
- Robert Slater (Journalist) († 2014), US-amerikanischer Journalist und Autor
- Rodney E. Slater (* 1955), US-amerikanischer Jurist und Politiker
- Rose Mooney-Slater (1902–1981), US-amerikanische Physikerin und Hochschullehrerin
- Samuel Slater (1768–1835), US-amerikanischer Unternehmer und Industrieller
- Stuart Slater (* 1969), englischer Fußballspieler
- Terry Slater (1937–1991), kanadischer Eishockeyspieler und -trainer
- William J. Slater (* 1937), kanadischer Klassischer Philologe